# China Postal Airlines
China Postal Airlines (em chinês:  中国邮政航空) é uma companhia aérea cargueira com sede emPequim, República Popular da China. Sua base principal é Aeroporto Internacional de Nanjing Lukou.

## História
A companhia aérea foi fundada em 25 de novembro de 1996 e começou as operações em 27 de fevereiro de 1997. É propriedade da Chinese Postal Bureau (51%) e da China Southern Airlines (49%). Foi originalmente criada para operar os serviços postais domésticos, mas em 2006 introduziu os serviços regulares internacionais para a Coreia do Sul e o Japão. A partir de janeiro de 2007, os serviços de fretamento internacional de carga foram introduzidos.

## Frota

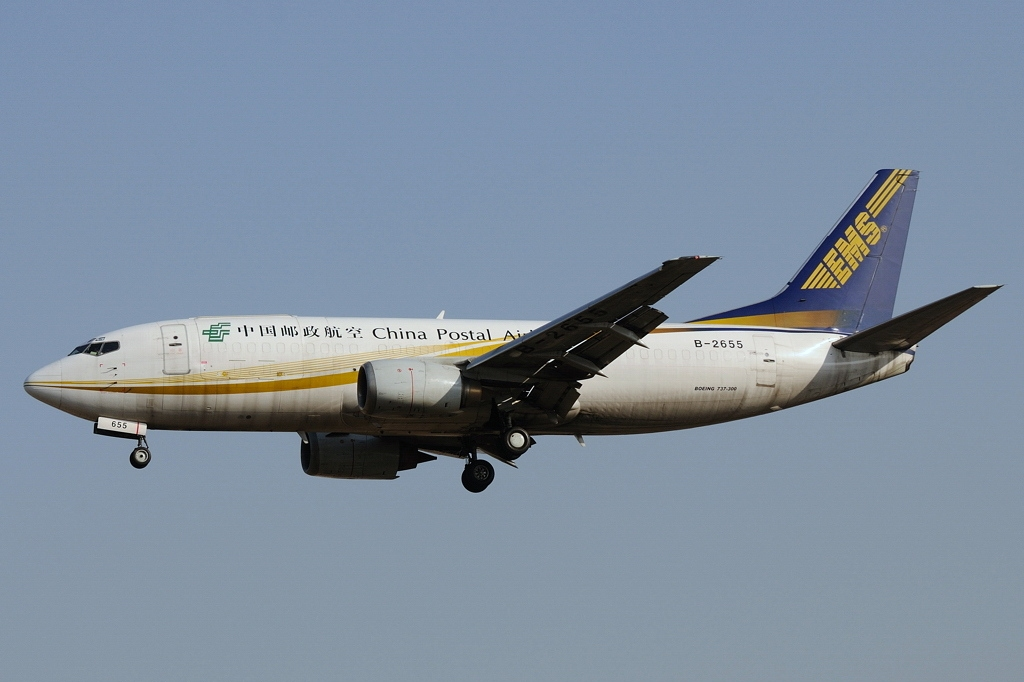
Um Boeing 737-300F da China Postal Airlines

A frota da China Postal Airlines consiste nas seguintes aeronaves (Setembro de 2019):
| Aeronaves          | Em Serviço | Ordens | Notas |
| ------------------ | ---------- | ------ | ----- |
| Boeing 737-300SF   | 8          | –      |       |
| Boeing 737-400SF   | 4          | –      |       |
| Boeing 737-400BDSF | 4          | –      |       |
| Boeing 737-800BCF  | 7          | 13     |       |
| Boeing 757-200PCF  | 7          | –      |       |
| Total              | 29         | 13     |       |